# Code des taxes sur le chiffre d'affaires (Monaco)
En droit de la principauté de Monaco, le code des taxes sur le chiffre d'affaires est un code juridique, promulgué en 1996, regroupant des règles de droit fiscal.

## Structure actuelle
| Hiérarchie | Subdivision                                                              | Intitulé | Articles                 |
| ---------- | ------------------------------------------------------------------------ | --- | ------------------------ |
| 1          | Article préliminaire                                                     | Article préliminaire | Article préliminaire     |
| 2          | Article préliminaire bis                                                 | Article préliminaire bis | Article préliminaire bis |
| 3          | Chapitre I                                                               | Champ d'application | 1er - 33                 |
| 3.1        | I                                                                        | Opérations obligatoirement imposables                                                                                                 | 1er - 5 ter              |
| 3.2        | II                                                                       | Territorialité | 6 - 14 bis               |
| 3.2.1      | 1.                                                                       | Livraisons de biens | 6 - 10                   |
| 3.2.2      | 2.                                                                       | Prestations de services | 11-0 - 14 bis            |
| 3.3        | III                                                                      | Opérations imposables sur option | 15 - 18                  |
| 3.4        | IV                                                                       | Location de locaux destinés au logement en meublé                                                                                     | 19                       |
| 3.5        | V                                                                        | Opérations imposables sur autorisation                                                                                                | 20 - 22                  |
| 3.6        | VI                                                                       | Opérations exonérées | 23 - 33                  |
| 4          | Chapitre II                                                              | Assiette de la taxe | 34 - 39                  |
| 4.1        | I                                                                        | Régime du forfait | 34                       |
| 4.2        | II                                                                       | Régime du chiffre d'affaires réel | 35 - 39                  |
| 5          | Chapitre III                                                             | Fait générateur et exigibilité | 40                       |
| 6          | Chapitre IV                                                              | Liquidation de la taxe | 41 - 50 A                |
| 6.1        | I                                                                        | Dispositions générales | 41                       |
| 6.2        | II                                                                       | Déductions | 42 - 47                  |
| 6.3        | III                                                                      | Régime suspensif | 48 - 50 A                |
| 7          | Chapitre V                                                               | Calcul de la taxe | 51-0 - 61                |
| 7.1        | I                                                                        | Taux | 51-0 - 60-0              |
| 7.1.1      | A                                                                        | Taux normal | 51                       |
| 7.1.2      | B                                                                        | Taux réduit | 52-0 - 57                |
| 7.1.3      | C                                                                        | Taux particuliers | 58 - 59                  |
| 7.1.4      | D                                                                        | Modalités d'application | 60-0                     |
| 7.2        | II                                                                       | Atténuations d'impôt | 60 - 61                  |
| 8          | Chapitre VI                                                              | Redevables de la taxe | 62-0 - 64                |
| 9          | Chapitre VII                                                             | Retenue de la taxe sur les droits d'auteurs                                                                                           | 65                       |
| 10         | Chapitre VIII                                                            | Obligations des redevables | 66 - 80 bis              |
| 10.1       | I                                                                        | Obligations générales | 66 - 74 bis              |
| 10.1.1     | A                                                                        | Déclarations d'existence et comptabilité                                                                                              | 66                       |
| 10.1.2     | B                                                                        | Identification des personnes ne remplissant plus les conditions pour bénéficier du régime dérogatoire prévu au 2° du I de l'article 2 | 67                       |
| 10.1.3     | C                                                                        | Numéro individuel d'identification | 68 - 68 ter              |
| 10.1.4     | D                                                                        | Tenue des registres | 69 - 69 bis              |
| 10.1.5     | E                                                                        | Déclarations de recettes | 70                       |
| 10.1.6     | F                                                                        | Factures | 71-0 - 71                |
| 10.1.7     | F bis                                                                    | Factures transmises par voie télématique                                                                                              | 71 bis                   |
| 10.1.8     | G                                                                        | Désignation d'un représentant à Monaco                                                                                                | 72                       |
| 10.1.9     | H                                                                        | État récapitulatif des clients | 73                       |
| 10.1.10    | I                                                                        | Déclaration des échanges de biens avec les États membres de l'Union européenne autres que la France                                   | 74 - 74 bis              |
| 10.2       | II                                                                       | Opérations immobilières | 75                       |
| 10.3       | III                                                                      | Établissements de spectacles | 76                       |
| 10.4       | IV                                                                       | Travaux immobiliers | 77                       |
| 10.5       | V                                                                        | Opérations portant sur les déchets neufs d'industrie et les matières de récupération                                                  | 78                       |
| 10.6       | VI                                                                       | Déclarations des ventes autres que les ventes au détail                                                                               | 79                       |
| 10.7       | VII                                                                      | Obligations et délais de conservation des documents                                                                                   | 80 - 80 bis              |
| 11         | Chapitre IX                                                              | Importations | 81 - 86 quater           |
| 12         | Chapitre X                                                               | Franchise en base | 87 - 92                  |
| 13         | Chapitre XI                                                              | Régimes spéciaux | 93 - 100 quater          |
| 13.1       | I                                                                        | Corse | 93                       |
| 13.2       | I bis                                                                    | Biens d'occasion, œuvres d'art, objets de collection et d'antiquité                                                                   | 93 A - 93 G              |
| 13.3       | II                                                                       | Moyens de transport neufs | 94 - 94 A                |
| 13.4       | III                                                                      | Régime de la presse et de ses fournisseurs                                                                                            | 95 - 100                 |
| 13.5       | IV                                                                       | Régime applicable à l'or d'investissement                                                                                             | 100 bis A - 100 bis E    |
| 13.6       | V                                                                        | Produits pétroliers (droits à déduction)                                                                                              | 100 ter                  |
| 13.7       | VI                                                                       | Régime particulier pour la déclaration et le paiement de la taxe sur la valeur ajoutée à l'importation                                | 100 quater               |
| 14         | Chapitre XII                                                             | Paiement de la taxe | 101 - 104                |
| 15         | Chapitre XIII                                                            | Pénalités et sanctions | 105 - 117                |
| 15.1       | I                                                                        | Amendes fiscales | 105 - 109 bis            |
| 15.2       | II                                                                       | Pénalités générales | 110 - 113                |
| 15.3       | III                                                                      | Sanctions pénales | 114 - 116                |
| 15.4       | IV                                                                       | Pénalités spéciales pour refus de communication                                                                                       | 117                      |
| 16         | Chapitre XIV                                                             | Procédures | 118 - 124                |
| 16.1       | I                                                                        | Procédures. Prescription | 118 - 118 ter            |
| 16.1.1     | Section I bis                                                            | Dispositions particulières | 118 bis - 118 ter        |
| 16.2       | II                                                                       | Taxation d'office | 119                      |
| 16.3       | III                                                                      | Droit d'enquête | 120 - 122 bis            |
| 16.4       | IV                                                                       | Déduction de référence | 123                      |
| 16.5       | V                                                                        | Privilège | 124                      |
| 17         | Annexe                                                                   | Annexe au code des taxes sur le chiffre d'affaires                                                                                    | A-1 - A-191              |
| 17.1       | Chapitre I                                                               | Champ d'application | A-1 - A-52 D             |
| 17.1.1     | I                                                                        | Opérations obligatoirement imposables                                                                                                 | A-1 - A-28               |
| 17.1.2     | II                                                                       | Opérations imposables sur option | A-29 - A-40              |
| 17.1.3     | III                                                                      | Opérations exonérées | A-41 - A-52 D            |
| 17.2       | Chapitre II                                                              | Assiette de la taxe | A-53 - A-63              |
| 17.2.1     | I                                                                        | Régime du forfait | A-53 - A-62              |
| 17.2.2     | II                                                                       | Régime du chiffre d'affaires réel | A-63                     |
| 17.3       | Chapitre III                                                             | Fait générateur et exigibilité de la taxe                                                                                             | A-64 - A-71 bis          |
| 17.3.1     | I                                                                        | Paiement de la taxe d'après les débits                                                                                                | A-64                     |
| 17.3.2     | II                                                                       | Entrepreneurs de travaux immobiliers                                                                                                  | A-65 - A-71 bis          |
| 17.4       | Chapitre IV                                                              | Liquidation de la taxe déductions | A-72 - A 129 R bis       |
| 17.4.1     | I                                                                        | Modalités d'exercice du droit de déduction                                                                                            | A-72 - A-96              |
| 17.4.2     | II                                                                       | Exclusions et restrictions | A-97 - A-108             |
| 17.4.3     | III                                                                      | Remboursement de crédits de taxe déductible non imputable                                                                             | A-109 - A-118            |
| 17.4.4     | IV                                                                       | Remboursement de la taxe aux assujettis établis hors de Monaco et de France                                                           | A-119 - A-128 L          |
| 17.4.5     | V                                                                        | Organismes sans but lucratif | A-129                    |
| 17.4.6     | VI                                                                       | Régimes suspensifs | A-129 A - A 129 R bis    |
| 17.5       | Chapitre V                                                               | Calcul de la taxe | A-129 S - A-138          |
| 17.5.1     | I                                                                        | Taux | A-129 S - A-134          |
| 17.5.2     | II                                                                       | Atténuation d'impôt | A-135 - A-138            |
| 17.6       | Chapitre VI                                                              | Obligations des redevables | A-139 - A-181            |
| 17.6.1     | I                                                                        | Obligations générales | A-139 - A-162 A          |
| 17.6.2     | II                                                                       | Obligations particulières | A-163 - A-181            |
| 17.7       | Chapitre VII                                                             | Importations | A-182                    |
| 17.7.1     | Œuvres d'art originales, timbres et objets de collections ou d'antiquité | A-182 |                          |
| 17.8       | Chapitre VIII                                                            | Régimes spéciaux | A-183 - A-187 C          |
| 17.8.1     | I                                                                        | Corse | A-183                    |
| 17.8.2     | II                                                                       | Moyens de transports neufs | A-184 - A-187 ter        |
| 17.8.3     | II bis                                                                   | Biens d'occasion, œuvres d'art, objets de collection et d'antiquité                                                                   | A-187 A                  |
| 17.8.4     | III                                                                      | Régime applicable à l'or d'investissement                                                                                             | A-187 B                  |
| 17.8.5     | IV                                                                       | Services fournis par voie électronique                                                                                                | A-187 C                  |
| 17.9       | Chapitre IX                                                              | Paiement de la taxe | A-188 - A-190            |
| 17.9.1     | I                                                                        | Obligations cautionnées | A-188 - A-189            |
| 17.9.2     | II                                                                       | Dispositions particulières à certains transports                                                                                      | A-190                    |
| 17.10      | Chapitre X                                                               | Définition du territoire communautaire                                                                                                | A-191                    |